# Гандзюра Петро Полікарпович
Петро́ Поліка́рпович Гандзю́ра (нар. 27 грудня 1924, Михайлівка —
пом. 10 лютого 2011) — український письменник-прозаїк.

## Біографія
Народився 27 грудня 1924 р. в с. Михайлівка Кам'янського району Черкаської області.
Закінчив факультет журналістики Київського державного університету ім. Т. Г. Шевченка. Учасник війни. Нагороджений орденами та медалями.

## Творчий доробок
Автор романів: «Назустріч бурі», «Розгнівана земля», «Похмура осінь», «Багряні ночі», «Партизанський кур'єр», «Поле не спить», «Маленька Марі». Перші три романи перекладені на російську мову.